# Вороновицька дача (заказник)
Воронови́цька Да́ча — лісовий заказник місцевого значення в Україні. 
Розташований на території Комарівської сільської ради Вінницького району Вінницької області, неподалік від села Комарів. 
Площа 14 га. Оголошений відповідно до Рішення Вінницького облвиконкому від 18.08.1983 року № 384. Перебуває у віданні Вінницьке державне підприємство «Вінлісгосп» (Вороновицьке лісництво, кв. 12 діл. 5). 
Охороняється цінна ділянка діброви штучного походження з участю бука європейського та ясена звичайного.
За фізико-географічним районуванням України належить до Гнівансько-Гайсинського району Подільсько-Побузької області Дністровсько-Дніпровської лісостепової провінції Лісостепової зони. Дана територія являє собою хвилясту з ярами та балками лесову височину з сірими і темно-сірими опідзоленими ґрунтами.
Клімат помірно континентальний з тривалим, нежарким літом, і порівняно недовгою, м'якою зимою. Середня температура січня становить -6,0°... -6,5°С, липня + 18,5°...+ 19,0°С. Річна кількість опадів складає 500-525 мм.
За геоботанічним районуванням України заказник належить до Європейської широколистяної області, Подільсько-Бесарабської провінції, Вінницького (Центральноподільського) округу. Рослинність представлена грабовою дібровою штучного походження віком понад 70 років. Значний інтерес становлять ділянки культури ясена звичайного і бука європейського. В деревостані трапляються черешня пташина, клени польовий та гостролистий, явір. 
В трав'яному покриві переважають типові неморальні види: яглиця звичайна, осока волосиста, маренка запашна, зеленчук жовтий, медунка темна, купина багатоквіткова, розхідник звичайний, переліска багаторічна, підлісник європейський, мерінгія трижилкова та інші. Є також рослини, занесені до Червоної книги України: підсніжник білосніжний, гніздівка звичайна, коручка чемерникоподібна.